# Gambit Hậu (phim truyền hình)
Gambit Hậu (tựa gốc tiếng Anh: The Queen's Gambit) là một bộ phim truyền hình chính kịch lịch sử dành cho lứa tuổi mới lớn của Mỹ năm 2020 dựa trên cuốn tiểu thuyết cùng tên năm 1983 của Walter Tevis. Tiêu đề của bộ phim cũng là tên một nước đi khai cuộc cờ vua. Tác phẩm do Scott Frank cùng Allan Scott đồng sáng lập và được Frank chắp bút kiêm đạo diễn. Bắt đầu vào giữa thập niên 1950 và kéo dài suốt những năm 1960, câu chuyện xoay quanh nữ thần đồng cờ vua Beth Harmon (Anya Taylor-Joy) trên hành trình trở thành kỳ thủ vĩ đại nhất thế giới trong khi vật lộn với chứng nghiện rượu và thuốc an thần, cũng như các vấn đề về tâm lý.
Gambit Hậu được phát hành trên Netflix vào ngày 23 tháng 10 năm 2020. Sau bốn tuần công chiếu, tác phẩm trở thành phim truyền hình ngắn tập có kịch bản được xem nhiều nhất trên nền tảng này. Giới chuyên môn đánh giá cao bộ phim và đặc biệt dành lời khen ngợi cho màn trình diễn của Anya Taylor-Joy cũng như lối quay và kĩ thuật làm phim. Bộ phim cũng nhận được phản ứng tích cực từ cộng đồng kỳ thủ cờ vua và được cho là đã thúc đẩy trở lại sự quan tâm của công chúng dành cho bộ môn này.

## Tóm tắt
Gambit Hậu là câu chuyện hư cấu kể về cuộc đời của thần đồng cờ vua mồ côi cha mẹ Beth Harmon trong hành trình trở thành kỳ thủ vĩ đại nhất thế giới. Trên con đường ấy, cô phải vật lộn với chứng nghiện rượu và thuốc an thần, cũng như các vấn đề về tâm lý. Tựa đề bộ phim cũng là tên một trong những nước đi khai cuộc lâu đời nhất trong bộ môn cờ vua. Câu chuyện bắt đầu vào giữa thập niên 1950 và kéo dài suốt những năm 1960.
Bộ phim bắt đầu tại Lexington, Kentucky, nơi cô bé chín tuổi vừa mất mẹ vì tai nạn xe hơi – Beth, được đưa tới cô nhi viện dành riêng cho trẻ em gái. Bác Shaibel, người quét dọn trại trẻ, trở thành thầy dạy cho Beth những bài học đầu tiên về cờ vua. Trong những năm 1950, việc sử dụng thuốc an thần hàng ngày là rất phổ biến, do đó các bé gái ở trại trẻ cũng không ngoại lệ khi mỗi ngày họ đều được phát hai viên, khiến Beth dần dần nghiện thuốc. Beth nhanh chóng trở thành một người chơi cờ vua giỏi, vì khả năng tưởng tượng của cô đã được tăng cường nhờ thuốc an thần. Vài năm sau, cô được vợ chồng Wheatley đến từ Lexington nhận nuôi. Tới nơi ở mới, Beth đăng ký tham gia các giải cờ vua dù cô chưa hề có kinh nghiệm đấu giải. Cô gần như bất bại trong mọi trận đấu khiến nhiều người chú ý. Beth trở thành bạn với một số kỳ thủ bao gồm nhà cựu vô địch bang Kentucky Harry Beltik, nhà vô địch cờ vua Mĩ Benny Watts và kỳ thủ kiêm nhà báo, nhiếp ảnh gia – D.L. Townes. Càng bất bại nhiều và kiếm được nhiều tiền hơn, Beth càng lệ thuộc vào rượu và thuốc an thần nhiều hơn.

## Diễn viên và nhân vật

### Diễn viên chính
- Anya Taylor-Joy vai Beth Harmon, nữ kỳ thủ cờ vua trẻ tuổi, người quyết tâm trở thành kỳ thủ vĩ đại nhất thế giới trong khi cố che giấu sự thật rằng bản thân bị lệ thuộc vào rượu và thuốc.  
  - Isla Johnston vai Beth thời nhỏ.
  - Annabeth Kelly vai Beth năm tuổi.
- Bill Camp vai bác Shaibel quét dọn Mái ấm Methuen cho các bé gái, một kỳ thủ giỏi đã dạy Beth biết cách chơi cờ.
- Moses Ingram vai Jolene, cô gái tính tình ương ngạnh ở mái ấm, người bạn thân nhất của Beth thuở nhỏ.
- Christiane Seidel vai Helen Deardorff, người đứng đầu mái ấm.
- Rebecca Root vai cô Lonsdale,[8] tuyên úy kiêm nhạc trưởng ở mái ấm.
- Chloe Pirrie vai Alice Harmon, mẹ ruột đã mất của Beth, người đạt đến trình độ tiến sĩ chuyên ngành toán học tại Đại học Cornell trước khi sức khỏe tâm thần của bà đi xuống trầm trọng.
- Akemnji Ndifornyen vai Fergusson, quản lý ở mái ấm, người ngoài một số công việc khác còn có nhiệm vụ phân phát thuốc cho các bé gái.
- Marielle Heller vai bà Alma Wheatley, người cùng chồng là Allston nhận nuôi Beth, sau này trở thành quản lý của Beth khi cô tham dự các giải đấu. Chứng nghiện rượu ngày một nặng của bà phần nào có ảnh hưởng đến Beth. Con gái ruột của bà qua đời ít lâu trước khi bà nhận nuôi Beth.
- Harry Melling vai Harry Beltik, cựu vô địch bang Kentucky mà Beth đánh bại trong giải đấu đầu tiên của cô, sau này làm bạn với cô.
- Patrick Kennedy vai Allston Wheatley, chồng của Alma, người cha nuôi tệ bạc của Beth.
- Jacob Fortune-Lloyd vai Townes, kỳ thủ mà Beth nảy sinh tình yêu nhưng không được đáp lại.Tuy nhiên vài năm sau khi gặp lại tại giải đấu ở nước Nga, hai người đã thổ lộ tình cảm chân thành cho nhau nghe.
- Thomas Brodie-Sangster vai Benny Watts, một chàng trai trẻ tính tình kiêu ngạo, nhà đương kim vô địch cờ vua Mỹ và là một trong những đối thủ nặng ký nhất của Beth, sau này trở thành cố vấn và bạn của cô.
- Marcin Dorociński vai Vasily Borgov, kỳ thủ người Nga vô địch thế giới, đối thủ cạnh tranh khốc liệt nhất của Beth.

### Diễn viên phụ
- Sergio Di Zio vai người cha không rõ tên tuổi của Beth.
- Dolores Carbonari vai Margaret, bạn cùng lớp thời trung học của Beth.
- Eloise Webb trong vai Annette Packer, một thiếu nữ thân thiện, đối thủ đầu tiên của Beth trong giải đấu đầu tiên của cô.
- Matthew Dennis Lewis và Russell Dennis Lewis vai Matt và Mike, hai anh em sinh đôi làm thư kí giải đấu đầu tiên của Beth ở Kentucky và sau này trở thành bạn cô.
- Max Krause vai Arthur Levertov, một đại kiện tướng và là bạn của Benny, người hỗ trợ Beth trong việc luyện tập cho giải đấu.
- Ryan Wichert vai Hilton Wexler, một kỳ thủ giỏi đam mê cờ thế, bạn của Benny.

### Diễn viên khách mời
- Jonjo O'Neill vai Thầy Ganz, giáo viên câu lạc bộ cờ của một trường trung học địa phương.
- Louis Ashbourne Serkis vai Georgi Girev, thần đồng cờ vua 13 tuổi người Liên Xô.
- Janina Elkin vai vợ của Borgov, cũng là thông dịch viên của ông.
- John Schwab vai ông Booth, người của Bộ Ngoại giao hộ tống Beth tới Moscow thi đấu.
- Millie Brady vai Cleo, nữ người mẫu Pháp, từng có mối tình ngắn ngủi với Benny. Cô nhanh chóng làm bạn với Beth.
- Bruce Pandolfini vai Ed Spencer, giám đốc điều hành của một giải đấu.
- Marcus Loges vai Luchenko, nhà cựu vô địch cờ vua thế giới cao tuổi, đối thủ áp chót của Beth ở Moscow.

## Các tập phim
| TT. | Tiêu đề              | Đạo diễn    | Kịch bản    | Ngày phát sóng gốc   |
| --- | -------------------- | ----------- | ----------- | -------------------- |
| 1 | "Khai cuộc"          | Scott Frank | Scott Frank | 23 tháng 10 năm 2020 |
| Elizabeth "Beth" Harmon được đưa đến cô nhi viện sau khi mẹ cô qua đời vì tai nạn xe hơi. Những đứa trẻ ở đây được cho uống thuốc an thần để dễ sai bảo. Khi xuống tầng hầm giặt giẻ lau bảng, Beth nhìn thấy bác Shaibel, người trong nom quét dọn trại trẻ, đang chơi cờ vua. Ông miễn cưỡng đồng ý dạy Beth chơi cờ sau nhiều lần cô năn nỉ. Cô đam mê cờ vua và tiến bộ nhanh chóng nhờ vào trí thông minh hình ảnh không gian của mình, ngoài ra cũng do lạm dụng thuốc an thần, thứ thuốc giúp cô tập trung suy nghĩ để chơi lại các ván cờ trong đầu. Ganz, giáo viên câu lạc bộ cờ vua của trường trung học địa phương, mời Beth đến trường để cùng một lúc thi đấu với tất cả các thành viên câu lạc bộ. Beth dễ dàng đánh bại họ, về phàn nàn với bác Shaibel rằng họ chơi cờ kém như thế nào và việc giành chiến thắng tiếp thêm động lực cho cô ra sao. Sau khi dự luật nghiêm cấm cho trẻ em sử dụng thuốc an thần được thông qua, Beth dần lên cơn thèm thuốc. Cô bị bắt quả tang ăn trộm bình thuốc và ngất đi vì uống quá liều. |                      |             |             |                      |
| 2 | "Đổi quân"           | Scott Frank | Scott Frank | 23 tháng 10 năm 2020 |
| Sau cơn sốc thuốc, Beth bị cấm chơi cờ. Thời gian trôi qua, cô trở thành một thiếu nữ và được vợ chồng nhà Wheatley nhận nuôi. Trong lúc giúp việc vặt cho bà Wheatley, Beth nhận ra mẹ nuôi của mình đang uống cùng một loại thuốc an thần mà cô được phát ở trại trẻ. Cô lén lấy trộm một ít và tiếp tục chơi cờ trong đầu. Beth lần đầu tham gia một giải đấu cờ vua nhờ số tiền bác Shaibel cho vay. Cô liên tiếp giành chiến thắng và nảy sinh tình cảm với một trong những đối thủ của mình, Townes, người lớn hơn cô vài tuổi. Sau ngày đầu tiên của giải đấu, Beth về nhà và phát hiện ra chuyện mẹ mình đã bị chồng ruồng bỏ. Cô lo rằng vì điều này mà bản thân có thể bị gửi lại cô nhi viện, nhưng bà Wheatley nói với Beth rằng hai người có thể cùng nói dối để Beth được ở lại. Trong trận đấu cuối cùng với kỳ thủ có thứ hạng cao nhất – Harry Beltik, Beth trở nên bối rối và chạy vào nhà vệ sinh, uống một viên thuốc an thần và rồi thắng trận một cách dễ dàng. Bà Wheatley nảy ra một kế hoạch giúp hai mẹ con có thể tự trang trải cuộc sống: săn tiền thưởng từ các giải đấu. |                      |             |             |                      |
| 3 | "Chồng đôi tốt"      | Scott Frank | Scott Frank | 23 tháng 10 năm 2020 |
| Bà Wheatley và Beth nhận phòng khách sạn ở Cincinnati. Beth vô địch giải đấu, mẹ cô xin con 10% số tiền thưởng như một khoản hoa hồng cho việc làm đại diện, nhưng Beth cho bà tới 15%. Cô tiếp tục nghỉ học để tham dự các giải đấu, mang lại cho cô những thành tích nổi danh cả nước. Trở lại trường học, Beth được câu lạc bộ Apple Pi mời tham dự một buổi tiệc. Cô bị choáng ngợp với phong cách của những cô bạn tuổi teen, lấy trộm một chai rượu rồi trốn về nhà. Năm 1966, Beth đến Las Vegas tham dự Giải cờ vua Mỹ Mở rộng và gặp lại Townes, hiện là nhà báo đang đưa tin về sự kiện này. Cả hai tới phòng khách sạn của Townes, nơi anh chụp hình cô và cùng chơi cờ. Beth tình cờ bắt gặp Benny Watts đang chỉ ra điểm yếu của cô trong trận đấu với Beltik. Cô bị sốc và đột ngột mất đi sự tự tin. Hôm sau Beth đấu với Benny và trải qua trận thua đầu tiên của mình; hai người kết thúc giải đấu với vị trí đồng vô địch. |                      |             |             |                      |
| 4 | "Trung cuộc"         | Scott Frank | Scott Frank | 23 tháng 10 năm 2020 |
| Beth cùng mẹ tới thành phố México. Bà Wheatley dành nhiều thời gian với Manuel, một người bạn qua thư lâu năm. Beth thi đấu với nhiều kỳ thủ quốc tế trong đó có cậu bé người Nga tên Georgi Giev. Trận đấu giữa hai người kéo dài tới hai ngày. Trong thang máy, nhờ vốn kiến thức tiếng Nga đang ngày một tiến bộ của mình, Beth nghe trộm được cuộc nói chuyện giữa nhà vô địch thế giới người Liên Xô Vasily Borgov và hai cộng sự của ông. Trong khi hai người kia đánh giá thấp Beth, Borgov nói với họ rằng cô là một đứa trẻ mồ côi và là kẻ sinh tồn giống như họ. Manuel bỏ rơi bà Wheatley hệt như cách chồng bà đã làm. Ngày hôm sau, Beth đấu với Borgov và thua cuộc sau một trận đấu căng thẳng. Trở về phòng khách sạn, Beth phát hiện ra mẹ cô đã chết vì viêm gan, được chẩn đoán là do uống quá nhiều rượu. |                      |             |             |                      |
| 5 | "Đòn chĩa đôi"       | Scott Frank | Scott Frank | 23 tháng 10 năm 2020 |
| Beth trở về nhà ở Kentucky và gặp lại Harry Beltik, nhà cựu vô địch tiểu bang mà cô đã đánh bại năm năm trước. Beltik chuyển đến ở cùng với Beth, cả hai dành thời gian luyện tập và trở nên gần gũi cho đến khi Beltik nhận ra nỗi ám ảnh với cờ vua của Beth sẽ luôn thế chỗ bất kỳ mối quan hệ nào mà họ có thể có. Đã dạy hết cho Beth tất cả những gì anh biết, Beltik bỏ đi. Thời gian trôi nhanh tới Giải vô địch Mỹ năm 1967, nơi Beth tái hợp với Benny Watts. Buổi tối trước trận chung kết, cũng là trận tái đấu giữa hai người, Benny thách đấu Beth vài hiệp cờ nhanh trước đám đông những người tham dự giải. Anh giành chiến thắng trước cô trong mọi ván, nhưng không nhận ra rằng cô đã tận dụng cơ hội này để nắm bắt điểm yếu của anh. Điều này giúp Beth nhanh chóng đánh bại Benny vào trận đấu hôm sau, cả hai cùng bàn về việc thi đấu quốc tế của Beth trong tương lai. |                      |             |             |                      |
| 6 | "Thời gian tạm hoãn" | Scott Frank | Scott Frank | 23 tháng 10 năm 2020 |
| Benny mời Beth đến nhà anh ở New York để luyện tập cho giải đấu tại Paris. Trong những ngày luyện tập, anh luôn giữ cô tránh khỏi rượu và thuốc, giúp cô nâng cao kỹ năng cùng với sự giúp đỡ của một vài người bạn trong làng cờ vua. Beth trở nên thân thiết với Cleo, cô người mẫu từng say mê Benny. Sau đó, Beth đến thi đấu ở Paris, chuẩn bị cho trận đấu cuối cùng với Borgov. Cleo gọi cho Beth, báo rằng cô cũng đang ở Paris và mời Beth đi uống, khiến Beth tái nghiện rượu và thuốc. Sau đêm ngủ với Cleo, Beth được một người nhân viên gọi cửa phòng đánh thức, quay lại khoảnh khắc mở đầu của tập đầu tiên. Vẫn còn say rượu, cô lại để thua trước Borgov một lần nữa. Beth trở về nhà, gặp người cha nuôi đã bỏ đi nay quay lại chỉ để tống tiền cô bằng cách bắt cô mua căn nhà. Beth rơi vào vòng xoáy nghiện ngập mà ngay cả Beltik cũng không thể cứu chữa, cô ngất xỉu trong phòng khách và chỉ tỉnh táo lại sau khi mở cửa cho Jolene. |                      |             |             |                      |
| 7 | "Tàn cuộc"           | Scott Frank | Scott Frank | 23 tháng 10 năm 2020 |
| Jolene thông báo cho Beth rằng bác Shaibel đã mất. Cả hai cùng đến dự tang lễ. Khi Beth trở lại trại trẻ mồ côi, cô xúc động đến bật khóc khi tìm thấy bức tường dán đầy những mẩu báo về cô mà bác Shaibel đã luôn lưu giữ, cùng với một bức ảnh chụp chung của hai bác cháu khi Beth còn ở trại trẻ. Beth phải từ bỏ khoản trợ cấp từ Hội Thiên chúa giáo sau khi cô từ chối yêu cầu đưa ra một số phát ngôn công khai về Thiên chúa giáo của họ. Nhờ Jolene cho vay tiền, Beth tới Nga để chơi ở giải Moscow Invitational danh giá. Beth và Borgov tiến tới trận đấu cuối cùng, cô làm ông bất ngờ khi khai cuộc theo lối Gambit Hậu; ván cờ phải tạm hoãn sau 40 nước đi. Tối hôm đó Townes đến thăm Beth tại phòng khách sạn. Cô nhận được một cuộc điện thoại từ Benny, người đã tập hợp Beltik, cặp song sinh Matt-Mike và hai người bạn của Benny, cùng với anh hợp thành một đội để trợ giúp Beth trong việc phân tích thế cờ của cô và Borgov tại thời điểm ván đấu bị hoãn. Beth vô cùng cảm kích trước sự giúp đỡ của những người bạn và ghi chép lại rất nhiều. Cô đánh bại Borgov khi trận đấu tiếp tục vào ngày hôm sau. Trên đường tới sân bay về nước, Beth xuống xe để dạo phố. Cô gặp nhiều cụ già đang ngồi đánh cờ vua. Họ mời cô chơi khi nhận ra cô là "Liza" Harmon. |                      |             |             |                      |

## Sản xuất

### Phát triển
Ngày 19 tháng 3 năm 2019, Netflix đặt hàng sản xuất một loạt phim gồm sáu tập, đạo diễn bởi Scott Frank và do ông cùng Allan Scott đồng sáng tạo. Hai người cũng giữ vai trò là giám đốc sản xuất bên cạnh William Horberg. Scott từng cố gắng chuyển thể cuốn sách lên màn ảnh kể từ khi ông mua bản quyền kịch bản từ người vợ góa của Walter Tevis vào năm 1992. Bộ phim được phát hành vào ngày 23 tháng 10 năm 2020 với bảy tập thay vì sáu tập như kế hoạch ban đầu.

### Kịch bản
Cựu vô địch cờ vua thế giới Garry Kasparov và huấn luyện viên cờ vua Bruce Pandolfini giữ vai trò cố vấn chuyên môn. Cách đây 38 năm, Pandolfini cố vấn cho Tevis về các thế cờ trước khi cuốn tiểu thuyết được xuất bản, đồng thời cũng là người gợi ý đặt tên cuốn sách với tựa đề "The Queen's Gambit".
Pandolfini cùng với các cố vấn khác là John Paul Atkinson và Iepe Rubingh đã sáng tạo ra hàng trăm thế cờ để sử dụng cho nhiều tình huống khác nhau trong kịch bản. Kasparov phát triển nên những khoảnh khắc quyết định của bộ phim, chẳng hạn như để thể hiện kĩ năng điêu luyện của Beth, ông đã cải tiến một trận đấu có thật diễn ra vào năm 1998 giữa hai đại kiện tướng Arshak Petrosian và Vladimir Akopian.

### Tuyển vai
Thông báo đặt hàng bộ phim đồng thời cũng công bố Anya Taylor-Joy sẽ vào vai chính. Tháng 1 năm 2020, báo chí đưa tin Moses Ingram đã tham gia vào dàn diễn viên của Gambit Hậu. Tháng 8 năm 2020, bên cạnh thông tin về ngày công chiếu bộ phim, một số diễn viên chính được công bố là Bill Camp, Thomas Brodie-Sangster, Harry Melling và Marielle Heller. Nhiều vai phụ do các diễn viên người Anh và Đức đảm nhận do bộ phim ghi hình chủ yếu ở Berlin, thủ đô nước Đức.

### Thiết kế bối cảnh và ghi hình
Việc tái hiện vẻ đẹp của giai đoạn cuối thập niên 1950–đầu 1960 đòi hỏi chi phí cao và do Uli Hanisch, người giành chiến thắng tại hạng mục Thiết kế sản xuất xuất sắc nhất của lễ trao giải Deutscher Fernsehpreis (do đóng góp trong loạt phim truyền hình cũng mang tính thời kì, Babylon Berlin), đảm nhiệm. Quá trình quay phim cho Gambit Hậu bắt đầu vào tháng 8 năm 2019 tại Cambridge, Ontario, Canada. Dù bối cảnh của Gambit Hậu được đặt phần lớn ở Mỹ, bộ phim ghi hình chủ yếu ở Berlin, thủ đô nước Đức vì cảnh trong nhà nơi đây có thể thay thế cho rất nhiều các địa điểm trong phim, bao gồm Las Vegas, Cincinnati, thành phố México, Moscow và Paris. Một số địa điểm quay phim tại Berlin bao gồm tòa nhà lịch sử Kino International, Vườn thú Berlin, cửa hàng bách hóa Humana và rạp hát Friedrichstadt-Palast.

### Nhạc phim
Carlos Rafael Rivera đảm nhiệm vai trò soạn nhạc cho bộ phim. Ban đầu Frank chỉ muốn nhạc phim hoàn toàn là piano, nhưng cuối cùng đã quyết định với Rivera để cho ra những bản nhạc phim đều là nhạc giao hưởng, nhằm có thêm được "độ sâu và màu sắc của nhạc khí". Rivera nhận thấy việc sáng tác nhạc nền cho cờ vua là một nhiệm vụ đầy thử thách, được Frank cảnh báo rằng "âm nhạc chính là phần khó nhất đấy." Ông quyết định dùng âm nhạc để phản chiếu sự trưởng thành của Beth – cả với tư cách là một người bình thường lẫn một kỳ thủ cờ vua – bằng cách phối hợp các nhạc cụ ngày một nhiều hơn.

## Đón nhận

### Lượng người xem
Ngày 28 tháng 10 năm 2020, Gambit Hậu trở thành bộ phim được xem nhiều nhất trong ngày trên Netflix. Ngày 23 tháng 11 năm 2020, báo chí đưa tin có 62 triệu hộ gia đình đã xem bộ phim kể từ ngày phát hành (theo cách thức Netflix tự ghi nhận lượng người xem), trở thành "bộ phim truyền hình ngắn tập có kịch bản được xem nhiều nhất của Netflix cho đến hiện tại." Về thành tích này, Scott Frank chia sẻ rằng ông "vừa vui mừng vừa choáng váng trước phản hồi của khán giả", trong khi vài tờ báo gọi đây là một "thành công không ngờ". Bộ phim đứng đầu bảng xếp hạng phim chiếu trực tuyến tại Hoa Kỳ của Nielsen Ratings trong các tuần: ngày 26 tháng 10–ngày 1 tháng 11, ngày 2–ngày 8 tháng 11 và ngày 9–ngày 15 tháng 11 năm 2020, trở thành bộ phim đầu tiên giữ vững vị trí đầu trong ba tuần liên tiếp.

### Đánh giá chuyên môn

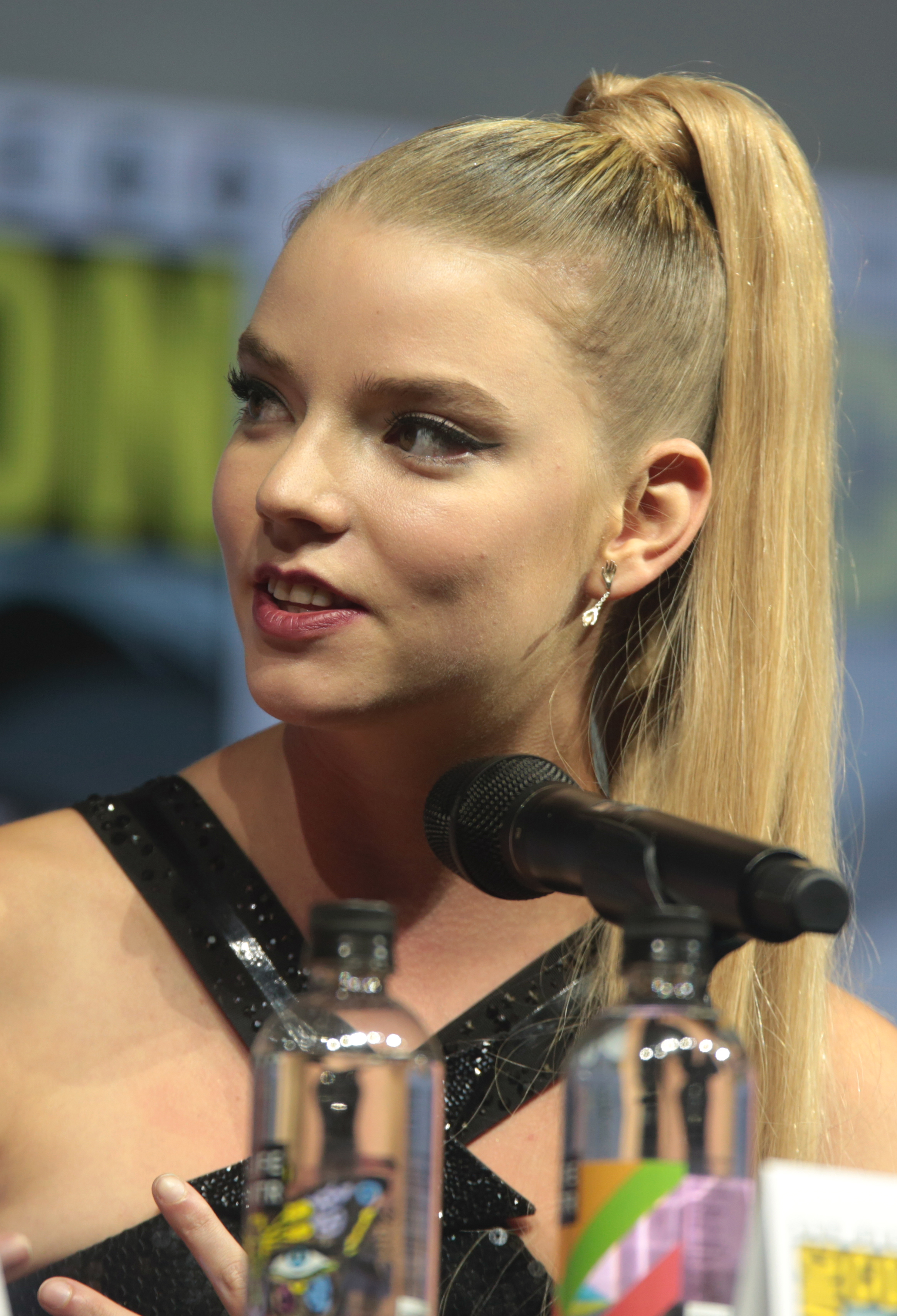
Giới phê bình đánh giá cao diễn xuất của Anya Taylor-Joy trong bộ phim.

Trên hệ thống tổng hợp kết quả đánh giá Rotten Tomatoes, Gambit Hậu có tỷ lệ đánh giá tích cực 97% dựa trên 97 đánh giá, với điểm trung bình là 7,89/10. Phần nhận xét chung về tác phẩm trên trang web viết: "Không phải mọi nước đi của bộ phim đều hoàn hảo, nhưng diễn xuất cực kì thu hút của Anya Taylor-Joy cùng việc tái hiện rất đỗi chân thực những đặc trưng thời kỳ lúc bấy giờ, đi kèm với một kịch bản sáng tạo về cảm xúc đã giúp Gambit Hậu giành chiến thắng tuyệt đối." Trên trang Metacritic, số điểm trung bình của phim là 79/100 dựa trên 28 nhận xét, cho thấy "các đánh giá nhìn chung là tích cực".
Darren Franich của Entertainment Weekly cho Gambit Hậu điểm B và nhận xét về nữ diễn viên chính, "Những khoảnh khắc tĩnh lặng là khi Taylor-Joy tỏa sáng nhất, mí mắt cô ấy nheo lại khi hạ gục đối thủ, còn khi bị lật ngược thế cờ, cả thân thể cô tỏa ra sự tức tối tuyệt vọng." Viết cho tờ Rolling Stone, Alan Sepinwall chấm bộ phim 3/5 sao, cho rằng, "Thật là một tác phẩm vừa tuyệt đẹp về mặt thẩm mỹ lại vừa sở hữu một số màn thể hiện xuất sắc, tất cả phục vụ cho một câu chuyện đã bắt đầu có cảm giác quá dài dù hồi kết vẫn còn xa". Caroline Framke của Variety viết: "Gambit Hậu có thể nhân cách hóa cờ vua và làm nổi bật từng kì thủ nhờ lối kể chuyện rất thông minh, còn về nữ chính cực kì thu hút Anya Taylor-Joy, ánh mắt cô sắc lạnh đến nỗi như thể sẵn sàng cắt làm đôi ống kính máy quay mỗi khi cô ấy liếc nhìn nó."

### Phản hồi từ cộng đồng kỳ thủ
Cộng đồng người chơi cờ vua dành nhiều lời khen cho Gambit Hậu vì sự khắc họa thành công cả bộ môn này lẫn các kỳ thủ. Trả lời phỏng vấn với Vanity Fair, nữ kiện tướng Jennifer Shahade cho rằng bộ phim "tái hiện xuất sắc tính chuẩn xác của cờ vua". Trong một bài báo viết về bộ phim trên tờ The Times, nhà vô địch cờ vua người Anh David Howell nhận thấy rằng các cảnh chơi cờ "được dàn dựng tốt và chân thực", còn nữ vô địch cờ vua người Anh Jovanka Houska phát biểu, "Với tôi, đây là một bộ phim truyền hình hay xuất sắc... nó truyền tải rất tốt những cung bậc cảm xúc của cờ vua.  Đương kim vô địch cờ vua thế giới Magnus Carlsen đánh giá 5/6 sao dành cho bộ phim nhưng anh thấy nó "có một chút thiếu thực tế" vì Beth đã tiến bộ quá nhanh.
Tuy nhiên, Đại kiện tướng Nona Gaprindashvili đã kiện Netflix vì lời thoại phân biệt giới tính trong loạt phim “The Queen’s Gambit”.Theo Guardian, kỳ thủ người Georgia gửi đơn lên tòa án Los Angeles (Mỹ) ngày 16/9, đòi hãng bồi thường 5 triệu USD vì một nhân vật trong phim nói bà chưa từng đấu cờ với đàn ông. Theo Gaprindashvili, lời nhận xét "hết sức phân biệt giới tính và hạ thấp giá trị" của bà.
Lời thoại xuất hiện trong tập cuối khi nữ chính Beth Harmon - Anya Taylor-Joy đóng - đến Nga để thi đấu với các kiện tướng. Một nhân vật phụ nói: "Harmon hoàn toàn không phải kỳ thủ quan trọng theo tiêu chuẩn của họ. Điều duy nhất đặc biệt ở cô là giới tính. Thậm chí điều này cũng chẳng lạ ở Nga. Có Nona Gaprindashvili, nhưng cô ta là nữ vô địch thế giới và chưa bao giờ đấu cờ với đàn ông".
Trong đơn, Gaprindashvili cho biết từng đối đầu 59 kỳ thủ nam, trong đó có 28 người liên tục trong một trận, cũng như 10 kiện tướng vào năm 1968 - bối cảnh phim. Trên New York Times, bà nói: "Họ cố tạo ra nhân vật hư cấu như người tiên phong cho các phụ nữ khác, trong khi thực tế tôi đã mở đường và truyền cảm hứng cho nhiều thế hệ... Thật mỉa mai... Toàn bộ cuộc đời tôi bị gạch bỏ như thể không hề quan trọng". Đơn cũng đề cập việc phim nói bà là người Nga trong khi kiện tướng sinh ra ở Georgia.
Đại diện Netflix nói "chỉ dành sự tôn trọng tối đa cho Gaprindashvili và sự nghiệp lừng lẫy của bà". Tuy nhiên, hãng cho rằng tuyên bố của bà không có giá trị và sẽ mạnh mẽ chống lại đơn kiện.

### Thúc đẩy sự quan tâm tới cờ vua
Tháng 11 năm 2020, tờ The Washington Post ghi nhận rằng đại dịch COVID-19 khiến công chúng quan tâm nhiều hơn tới cờ vua, nhưng độ nổi tiếng của Gambit Hậu đã khiến sự quan tâm này bùng nổ. Trên tờ The Guardian, đại kiện tướng Maurice Ashley cho biết rằng ông nhận được vô cùng nhiều tin nhắn chủ yếu là từ nữ giới, những người say mê bộ phim. Doanh số bán bộ cờ vua tăng theo cấp số nhân sau khi phát hành bộ phim, công ty Goliath Games của Mĩ cho biết doanh số bán bọ cờ vua của họ đã tăng hơn 1000% nhờ sự ra mắt của bộ phim, trong khi công ty tiếp thị NPD Group nhận thấy doanh số bán sách cờ vua đã tăng hơn 600%. Chess.com báo cáo rằng hệ thống chơi cờ vua trực tuyến này đã ghi nhận thêm vài triệu người dùng mới kể từ khi bộ phim được phát hành.

## Giải thưởng & đề cử
| Năm  | Giải thưởng                                    | Hạng mục | Đề cử | Kết quả   | Chú thích     |
| ---- | ---------------------------------------------- | --- | --- | --------- | ------------- |
| 2020 | IGN Awards                                     | Best TV Series of the Year                                                                                    | The Queen's Gambit | Đề cử     | [ 50 ]        |
| 2020 | IGN Awards                                     | Best Drama TV Series of the Year                                                                              | The Queen's Gambit | Đoạt giải | [ 50 ]        |
| 2020 | IGN Awards                                     | Best New TV Series of the Year                                                                                | The Queen's Gambit | Đề cử     | [ 50 ]        |
| 2020 | IGN Awards                                     | Best Dramatic Performance in a TV Series                                                                      | Anya Taylor-Joy | Đề cử     | [ 50 ]        |
| 2021 | Hollywood Music in Media Awards                | Best Original Score in a TV Show/Limited Series                                                               | Carlos Rafael Rivera | Đoạt giải | [ 51 ]        |
| 2021 | Hollywood Music in Media Awards                | Best Main Title Theme – TV Show/Limited Series                                                                | Carlos Rafael Rivera | Đề cử     | [ 51 ]        |
| 2021 | Satellite Awards                               | Best Miniseries                                                                                               | The Queen's Gambit | Đề cử     | [ 52 ]        |
| 2021 | Satellite Awards                               | Best Actress in a Miniseries or TV Film                                                                       | Anya Taylor-Joy | Đề cử     | [ 52 ]        |
| 2021 | Golden Globe Awards                            | Best Limited Series or Television Film                                                                        | The Queen's Gambit | Đoạt giải | [ 53 ]        |
| 2021 | Golden Globe Awards                            | Best Actress – Limited Series or Television Film                                                              | Anya Taylor-Joy | Đoạt giải | [ 53 ]        |
| 2021 | AACTA International Awards                     | Best Drama Series                                                                                             | The Queen's Gambit | Đoạt giải | [ 54 ]        |
| 2021 | AACTA International Awards                     | Best Actress in a Series                                                                                      | Anya Taylor-Joy | Đoạt giải | [ 54 ]        |
| 2021 | Critics' Choice Television Awards              | Best Limited Series                                                                                           | The Queen's Gambit | Đoạt giải | [ 55 ]        |
| 2021 | Critics' Choice Television Awards              | Best Actress in a Limited Series or Movie Made for Television                                                 | Anya Taylor-Joy | Đoạt giải | [ 55 ]        |
| 2021 | Critics' Choice Television Awards              | Best Supporting Actress in a Limited Series or Movie Made for Television                                      | Marielle Heller | Đề cử     | [ 55 ]        |
| 2021 | USC Scripter Awards                            | Best Adapted TV Screenplay                                                                                    | Scott Frank (for "Openings") | Đoạt giải | [ 56 ]        |
| 2021 | South by Southwest                             | Title Design Competition                                                                                      | Saskia Marka | Đoạt giải | [ 57 ]        |
| 2021 | Writers Guild of America Awards                | Long Form – Adapted                                                                                           | Scott Frank and Allan Scott; Based on the novel by Walter Tevis | Đoạt giải | [ 58 ]        |
| 2021 | Producers Guild of America Awards              | David L. Wolper Award for Outstanding Producer of Limited Series Television                                   | William Horberg, Allan Scott, Scott Frank, Marcus Loges and Mick Aniceto | Đoạt giải | [ 59 ]        |
| 2021 | Make-Up Artists and Hair Stylists Guild Awards | Best Television Series, Limited or Miniseries or New Media Series – Best Period and/or Character Make-Up      | Daniel Parker | Đoạt giải | [ 60 ]        |
| 2021 | Make-Up Artists and Hair Stylists Guild Awards | Best Television Series, Limited or Miniseries or New Media Series – Best Period and/or Character Hair Styling | Daniel Parker | Đề cử     | [ 60 ]        |
| 2021 | Screen Actors Guild Awards                     | Outstanding Performance by a Male Actor in a Television Movie or Limited Series                               | Bill Camp | Đề cử     | [ 61 ]        |
| 2021 | Screen Actors Guild Awards                     | Outstanding Performance by a Female Actor in a Television Movie or Limited Series                             | Anya Taylor-Joy | Đoạt giải | [ 61 ]        |
| 2021 | Art Directors Guild Awards                     | Excellence in Production Design for a Television Movie or Limited Series                                      | Uli Hanisch | Đoạt giải | [ 62 ]        |
| 2021 | Directors Guild of America Awards              | Outstanding Directorial Achievement in Movies for Television and Limited Series                               | Scott Frank | Đoạt giải | [ 63 ]        |
| 2021 | Costume Designers Guild Awards                 | Excellence in Period Television                                                                               | Gabriele Binder (for "End Game") | Đoạt giải | [ 64 ]        |
| 2021 | MPSE Golden Reel Awards                        | Outstanding Achievement in Sound Editing - Sound Effects and Foley for Episodic Long Form Broadcast Media     | Eric Hirsch, Gregg Swiatlowski (supervising sound editor); Wylie Stateman (sound designer); Patrick Cicero, Eric Hoehn, Leo Marcil, James David Redding III (sound effects editors) and Rachel Chancey (foley artist/editor) for (for "End Game") | Đoạt giải | [ 65 ]        |
| 2021 | MPSE Golden Reel Awards                        | Outstanding Achievement in Sound Editing – Dialogue and ADR for Episodic Long Form Broadcast Media            | Gregg Swiatlowski (supervising sound editor); Eric Hirsch (dialogue editor); Eric Hoehn, Leo Marcel, Wylie Stateman (ADR editors) (for "End Game")                                                                                                | Đoạt giải | [ 65 ]        |
| 2021 | MPSE Golden Reel Awards                        | Outstanding Achievement in Sound Editing – Music Score and Musical for Episodic Long Form Broadcast Media     | Tom Kramer (music editor) (for "Adjournment") | Đoạt giải | [ 65 ]        |
| 2021 | ACE Eddie Awards                               | Best Edited Limited Series or Motion Picture for Television                                                   | Michelle Tesoro (for "Exchanges") | Đoạt giải | [ 66 ]        |
| 2021 | Cinema Audio Society Awards                    | Outstanding Achievement in Sound Mixing for Television Movie or Limited Series                                | Roland Winke, Eric Hirsch, Eric Hoehn, Leo Marcil and Lawrence Manchester (for "Middle Game") | Đoạt giải | [ 67 ]        |
| 2021 | American Society of Cinematographers Awards    | Outstanding Achievement in Cinematography in Motion Picture, Miniseries, or Pilot Made for Television         | Steven Meizler (for "End Game") | Đoạt giải | [ 68 ]        |
| 2021 | MTV Movie & TV Awards                          | Best Performance in a Show                                                                                    | Anya Taylor-Joy | Đề cử     | [ 69 ]        |
| 2021 | ADC Awards                                     | Bronze Cube Award for Main Title Design                                                                       | Saskia Marka | Đoạt giải | [ 70 ]        |
| 2021 | Hollywood Critics Association TV Awards        | Best Streaming Limited Series, Anthology Series or Live-Action Television Movie                               | The Queen's Gambit | Đề cử     | [ 71 ] [ 72 ] |
| 2021 | Hollywood Critics Association TV Awards        | Best Actress in a Limited Series, Anthology Series or Television Movie                                        | Anya Taylor-Joy | Đoạt giải | [ 71 ] [ 72 ] |
| 2021 | Hollywood Critics Association TV Awards        | Best Supporting Actor in a Limited Series, Anthology Series or Television Movie                               | Bill Camp | Đề cử     | [ 71 ] [ 72 ] |
| 2021 | Hollywood Critics Association TV Awards        | Best Supporting Actress in a Limited Series, Anthology Series or Television Movie                             | Marielle Heller | Đề cử     | [ 71 ] [ 72 ] |
| 2021 | Primetime Creative Arts Emmy Awards            | Outstanding Casting for a Limited or Anthology Series or Movie                                                | Ellen Lewis, Kate Sprance, Olivia Scott-Webb, Tina Gerussi, Anna-Lena Slater, Tatjana Moutchnik and Stephanie Maile | Đoạt giải | [ 73 ]        |
| 2021 | Primetime Creative Arts Emmy Awards            | Outstanding Cinematography for a Limited or Anthology Series or Movie                                         | Steven Meizler (for "End Game") | Đoạt giải | [ 73 ]        |
| 2021 | Primetime Creative Arts Emmy Awards            | Outstanding Period Costumes                                                                                   | Gabriele Binder, Gina Krauss, Katrin Hoffmann, Nanrose Buchmann and Sparka Lee Hall (for "End Game") | Đoạt giải | [ 73 ]        |
| 2021 | Primetime Creative Arts Emmy Awards            | Outstanding Period and/or Character Makeup (Non-Prosthetic)                                                   | Daniel Parker (for "Adjournment") | Đoạt giải | [ 73 ]        |
| 2021 | Primetime Creative Arts Emmy Awards            | Outstanding Main Title Design                                                                                 | Saskia Marka and David Whyte | Đề cử     | [ 73 ]        |
| 2021 | Primetime Creative Arts Emmy Awards            | Outstanding Music Composition for a Limited or Anthology Series, Movie, or Special                            | Carlos Rafael Rivera (for "End Game") | Đoạt giải | [ 73 ]        |
| 2021 | Primetime Creative Arts Emmy Awards            | Outstanding Original Music and Lyrics                                                                         | "I Can't Remember Love" – Anna Hauss, Robert Weinröder and William Horberg (for "Adjournment") | Đề cử     | [ 73 ]        |
| 2021 | Primetime Creative Arts Emmy Awards            | Outstanding Music Supervision                                                                                 | Randall Poster (for "Adjournment") | Đề cử     | [ 73 ]        |
| 2021 | Primetime Creative Arts Emmy Awards            | Outstanding Single-Camera Picture Editing for a Limited or Anthology Series or Movie                          | Michelle Tesoro (for "Exchanges") | Đoạt giải | [ 73 ]        |
| 2021 | Primetime Creative Arts Emmy Awards            | Outstanding Production Design for a Narrative Period or Fantasy Program (One Hour or More)                    | Uli Hanisch, Kai Karla Koch and Sabine Schaaf | Đoạt giải | [ 73 ]        |
| 2021 | Primetime Creative Arts Emmy Awards            | Outstanding Sound Editing for a Limited or Anthology Series, Movie or Special                                 | Gregg Swiatlowski, Eric Hirsch, Wylie Stateman, Leo Marcil, Mary-Ellen Porto, Patrick Cicero, James David Redding III, Eric Hoehn, Tom Kramer and Rachel Chancey (for "End Game")                                                                 | Đoạt giải | [ 73 ]        |
| 2021 | Primetime Creative Arts Emmy Awards            | Outstanding Sound Mixing for a Limited or Anthology Series or Movie                                           | Eric Hirsch, Eric Hoehn, Roland Winke and Lawrence Manchester (for "End Game") | Đoạt giải | [ 73 ]        |
| 2021 | TCA Awards                                     | Program of the Year                                                                                           | The Queen's Gambit | Đề cử     | [ 74 ]        |
| 2021 | TCA Awards                                     | Outstanding Achievement in Movies, Miniseries and Specials                                                    | The Queen's Gambit | Đề cử     | [ 74 ]        |
| 2021 | TCA Awards                                     | Individual Achievement in Drama                                                                               | Anya Taylor-Joy | Đề cử     | [ 74 ]        |
| 2021 | Primetime Emmy Awards                          | Outstanding Limited or Anthology Series                                                                       | William Horberg, Allan Scott, Scott Frank, Marcus Loges and Mick Aniceto | Đoạt giải | [ 75 ]        |
| 2021 | Primetime Emmy Awards                          | Outstanding Directing for a Limited or Anthology Series or Movie                                              | Scott Frank | Đoạt giải | [ 75 ]        |
| 2021 | Primetime Emmy Awards                          | Outstanding Writing for a Limited or Anthology Series or Movie                                                | Scott Frank | Đề cử     | [ 75 ]        |
| 2021 | Primetime Emmy Awards                          | Outstanding Lead Actress in a Limited or Anthology Series or Movie                                            | Anya Taylor-Joy | Đề cử     | [ 75 ]        |
| 2021 | Primetime Emmy Awards                          | Outstanding Supporting Actor in a Limited or Anthology Series or Movie                                        | Thomas Brodie-Sangster | Đề cử     | [ 75 ]        |
| 2021 | Primetime Emmy Awards                          | Outstanding Supporting Actress in a Limited or Anthology Series or Movie                                      | Moses Ingram | Đề cử     | [ 75 ]        |
| 2021 | Gotham Awards                                  | Outstanding Performance in a New Series                                                                       | Anya Taylor-Joy | Đề cử     | [ 76 ]        |
| 2022 | Grammy Awards                                  | Best Score Soundtrack for Visual Media                                                                        | Carlos Rafael Rivera | Đoạt giải | [ 77 ]        |

## Di sản
Cùng với Hoàng quyền, trang phục trong Gambit Hậu đã được Bảo tàng Brooklyn trưng bày như một phần của triển lãm ảo "The Queen and the Crown" ("Nữ hoàng và Vương miện").